# Камбалда (родовище)
Камбалда (англ. Kambalda) — велике родовище нікелевих руд в Західній Австралії. Відкрите в 1966 році, розробляється з 1967 року.

## Характеристика
Представлене сегрегаційними сульфідними рудами. Приурочене до склепінчастого підняття, складеного ультрабазитами архею. Головні рудні мінерали — піротин, пентландит, халькопірит, кобальтовий пірит. Є також мілерит, пірит, хроміт, магнетит, платиноїди, золото.
Загальні запаси руди близько 25 млн т, що становить близько 800 тис. т нікелю при його вмісті в руді 3,23 %, 10 тис. т кобальту (0,04 %), 76 тис. т міді (0,3 %). Розробляється шахтами. Збагачення — роздільною флотацією (магнітної і немагнітної фракції), магнітною сепарацією.

## Технологія розробки
Австралійська компанія Mincor Resources NL, що працює в районі Камбалда на руднику Міїтел, що на південь від міста Камбалда в штаті Західна Австралія, впродовж 2002 року видобула близько 150 тис. т руди з середнім вмістом 4.18 % Ni, на руднику Уоннауєй — 160 тис. т руди з 2.97 % Ni. З цих руд було вироблено 13 тис. т нікелю в концентраті.